# Seniorii războiului
Seniorii războiului (1970) (titlu original Les Seigneurs de la guerre) este un roman science fiction scris de Gérard Klein. A apărut în limba română în 1975 în traducerea lui Vladimir Colin la Editura Univers, în Colecția romanelor științifico-fantastice, nr. 1. A mai apărut la Editura Nemira în 1992 (Colecția Nautilus) și la Pro Editura si Tipografie în 2008.

## Sinopsis
Romanul descrie un univers al războiului prin spațiu și timp, în care un militar, Georges Corson, are misiunea de a duce pe o planetă dușmană o ființă cu puteri distructive, capabilă de a călători prin timp.
Omul și "monstrul" sunt deturnați. După un sejur pe o lume pe care războiul pare a fi aproape uitat, ei ajung să realizeze un fel de călătorie inițiatică și destabilizatoare prin diferite scene și lumi ale războiului, în cursul căreia întâlnesc entități venite dintr-un viitor îndepărtat cu misiunea de a vindeca omenirea de înclinațiile sale războinice.

## Vezi și
- 1970 în științifico-fantastic